# Birkweiler
Birkweiler település Németországban, Rajna-vidék-Pfalz tartományban. Lakosainak száma 724 fő (2023. december 31.).

## Népesség
A település népességének változása:
| Lakosok száma | 732  | 734  | 719  | 721  | 711  | 724  | 724  |
|               | 1975 | 2014 | 2017 | 2019 | 2021 | 2022 | 2023 |